# استدخال
استدخال (بالإنجليزية: internalization)‏ (بالفرنسية: infériorisation)‏ هو عملية جعل الشيء داخلي، ويأخذ معاني أكثر تحديدًا في مختلف المجالات. هو عكس الاستخراج.

## علم النفس وعلم الاجتماع
في علم النفس، الاستدخال (قد يسمى أيضا التقمص) هو نتيجة تفكير العقل الواعي حول موضوع معين؛ الموضوع داخلي، والنظر في الموضوع داخلي. قد يحدث استدخال المُثُل بعد التحول الديني، أو في عملية التحول الأخلاقي عمومًا. يرتبط الاستدخال بشكل مباشر بالتعلم داخل الكائن الحي (أو العمل) واستدعاء ما تم تعلمه.
في علم النفس وعلم الاجتماع، يتضمن الاستدخال دمج المواقف والقيم والمعايير وآراء الآخرين في هوية الفرد أو إحساسه بذاته. في نظرية التحليل النفسي، الاستدخال هو عملية تنطوي على تكوين الأنا العليا. يعتقد العديد من المنظرين أن القيم المستدخلة للسلوك المُنفذة خلال التنشئة الاجتماعية المبكرة هي عوامل رئيسية في توقع الشخصية الأخلاقية للطفل في المستقبل. تقترح نظرية تقرير المصير  استمرارية تحفيزية من الدافع الخارجي إلى الدافع الداخلي والتنظيم الذاتي المستقل. تشير بعض البحوث إلى أن الذات الأخلاقية للطفل تبدأ في التطور في سن الثالثة تقريبًا. قد تكون هذه السنوات الأولى من التنشئة الاجتماعية ركائز التطور الأخلاقي في مرحلة الطفولة اللاحقة. يقترح مؤيدو هذه النظرية أن الأطفال الذين تكون نظرتهم إلى الذات «جيدة وأخلاقي»" يميلون إلى أن يكون لديهم مسار تنموي نحو السلوك المؤيد للمجتمع وعلامات قليلة للسلوك المعادي للمجتمع.
في إحدى الدراسات المتعلقة بنمو الطفل،  قام الباحثون بفحص بعدين رئيسين للضمير المبكر - استدخال قواعد السلوك والتأثير التعاطفي للآخرين - كعوامل قد تتنبأ بالسلوك الاجتماعي والتكيفي والمختص في المستقبل. تم جمع البيانات من دراسة طولية للأطفال، من عائلتين من الوالدين، في سن 25 و 38 و 52 و 67 و 80 شهرًا. لوحظ استدخال الأطفال لقواعد كل من الوالدين والتعاطف تجاه المحاكاة الكرب لكل من الوالدين في 25 و 38 و 52 شهرًا. صنف الآباء والمعلمون سلوكهم التكيفي والمختص والمؤيد للمجتمع وسلوكهم المعادي للمجتمع في 80 شهرًا. وجد الباحثون أنه أولاً، كل من تاريخ استدخال الطفل المبكر لقواعد الوالدين وتاريخ التعاطف تنبأ بالأداء الكفء والتكيف للأطفال في 80 شهرًا، وفقًا لتصنيف الآباء والمعلمين. ثانيًا، كان الأطفال الذين لديهم تاريخ أقوى في استدخال القواعد الأبوية من 25 إلى 52 شهرًا يعتبرون أنفسهم أكثر أخلاقية في عمر 67 شهرًا. ثالثًا، أصبح الأطفال الذين أظهروا استدخالا أقوى من 25 إلى 52 شهرًا يرون أنفسهم أكثر أخلاقية و «جيدين». هذه التصورات الذاتية، بدورها، تنبأت بالطريقة التي سيقيم بها الآباء والمعلمون أدائهم الكفء والتكيفي في 80 شهرًا.

### كعرَض
في علم النفس السلوكي، قد يشير مفهوم الاستدخال أيضًا إلى الاضطرابات والسلوكيات التي يتعامل فيها الشخص مع الضغوطات بأخلاق غير واضحة من الخارج. وتشمل هذه الاضطرابات والسلوكيات الاكتئاب واضطراب القلق والشره المرضي وفقدان الشهية.

## علم الأحياء
في علوم مثل علم الأحياء، يعتبر الاستدخال مصطلحًا آخر للالتقام الخلوي، حيث يبتلع غشاء الخلية جزيئات مثل البروتينات وتُسحب إلى الخلية.

## الاقتصاد والإدارة
في الاقتصاد، تشرح نظرية الاستدخال ممارسة الشركات متعددة الجنسيات (MNEs) لتنفيذ المعاملات داخل مؤسستها بدلاً من الاعتماد على سوق خارجي. يجب أن يكون من الأرخص بالنسبة للمنشآت متعددة الجنسيات أن تستوعب نقل مزايا ملكيتها الفريدة بين البلدان بدلاً من ذلك بواسطة الأسواق. وبعبارة أخرى، فإن البديل عن الاستدخال بواسطة الاستثمار المباشر هو من أشكال ترخيص خبرة الشركة لشركة في الاقتصاد المستهدف.

## تمويل
في التمويل، يمكن أن يشير الاستدخال إلى عدة مفاهيم. «عند تقديم طلب شراء أو بيع سهم، يكون لدى الوسيط الخاص بك خيارات بشأن مكان تنفيذ طلبك. بدلاً من توجيه طلبك إلى السوق أو صناع السوق للتنفيذ، قد يقوم الوسيط الخاص بك بملء الأمر من مخزون الشركة – وهذا ما يسمى» الاستدخال«. بهذه الطريقة، قد تجني شركة الوسيط المال من» فرق السعر«- وهو الفرق بين سعر الشراء وسعر البيع.»  لقضية ذات صلة تتعلق بتنفيذ التجارة، راجع الدفع لتدفق التطلب.